# Прасковья Тулупова
«Прасковья Тулупова», «Галатея» — народное название мраморной скульптуры из числа реквизита «Мосфильма».
На самом деле её точным названием является «Одалиска (Суламитида)» («Odalisque (Sulamitide)»), автор — итальянский скульптор Паскуале Романелли (1812—1887). Это одно из многих повторений этой статуей мастерской Романелли, копия с его оригинала, вероятно, 1860-х годов, местонахождение которого неизвестно.

## Описание
Девушка сидит в традиционной для европейской скульптуры позе «Скорчившейся Венеры», однако прикрыта драпировками. На голове у неё покрывало, край которого по линии лба украшен монетами, на которых высечены буквы, составляющие имя «Sulamitide». На шее изображено ожерелье с остроконечными элементами. В руках она держит цветы.
На постаменте статуи высечена надпись «P. Romanelli, Firenze» (без даты).

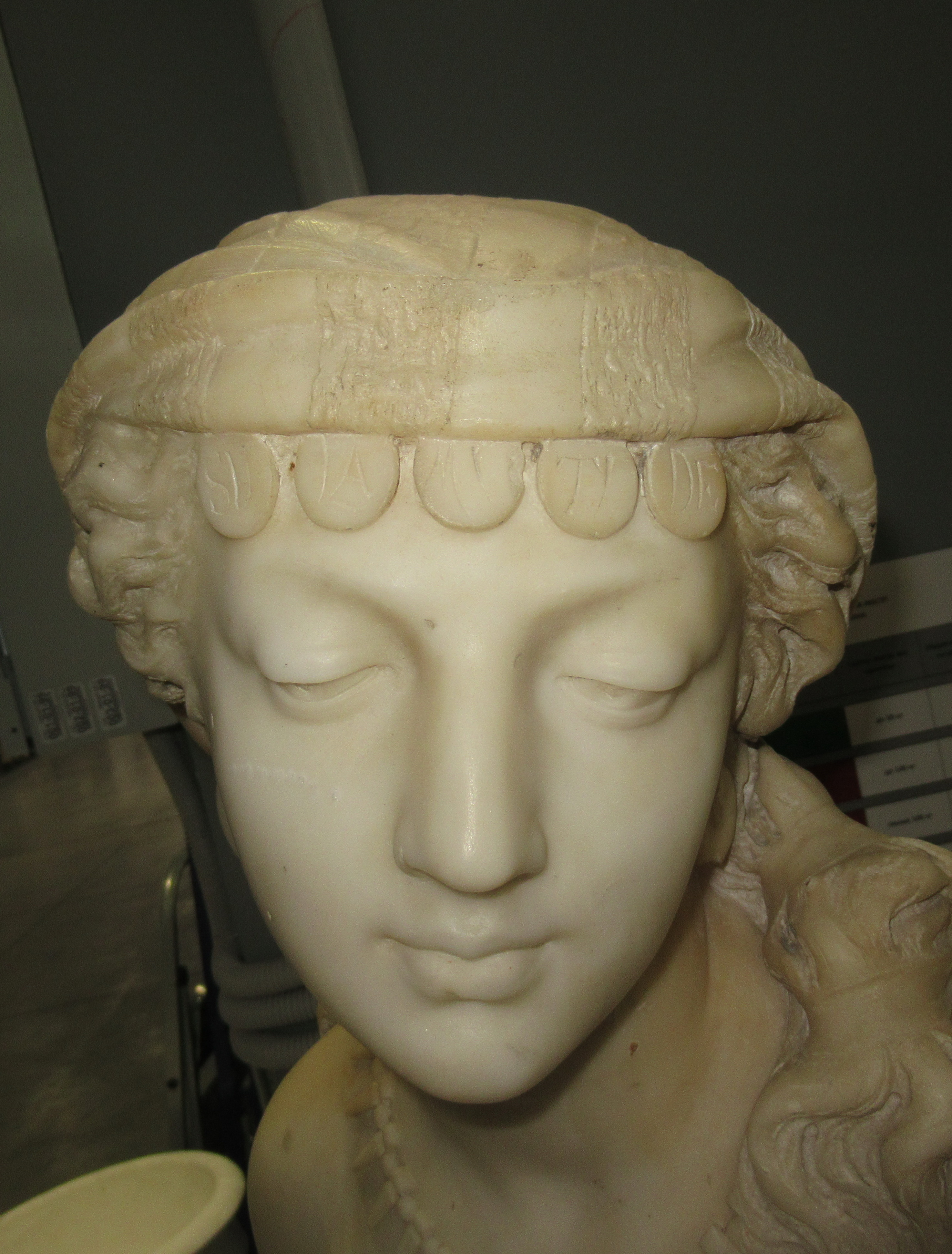
Монисто с буквами на монетах
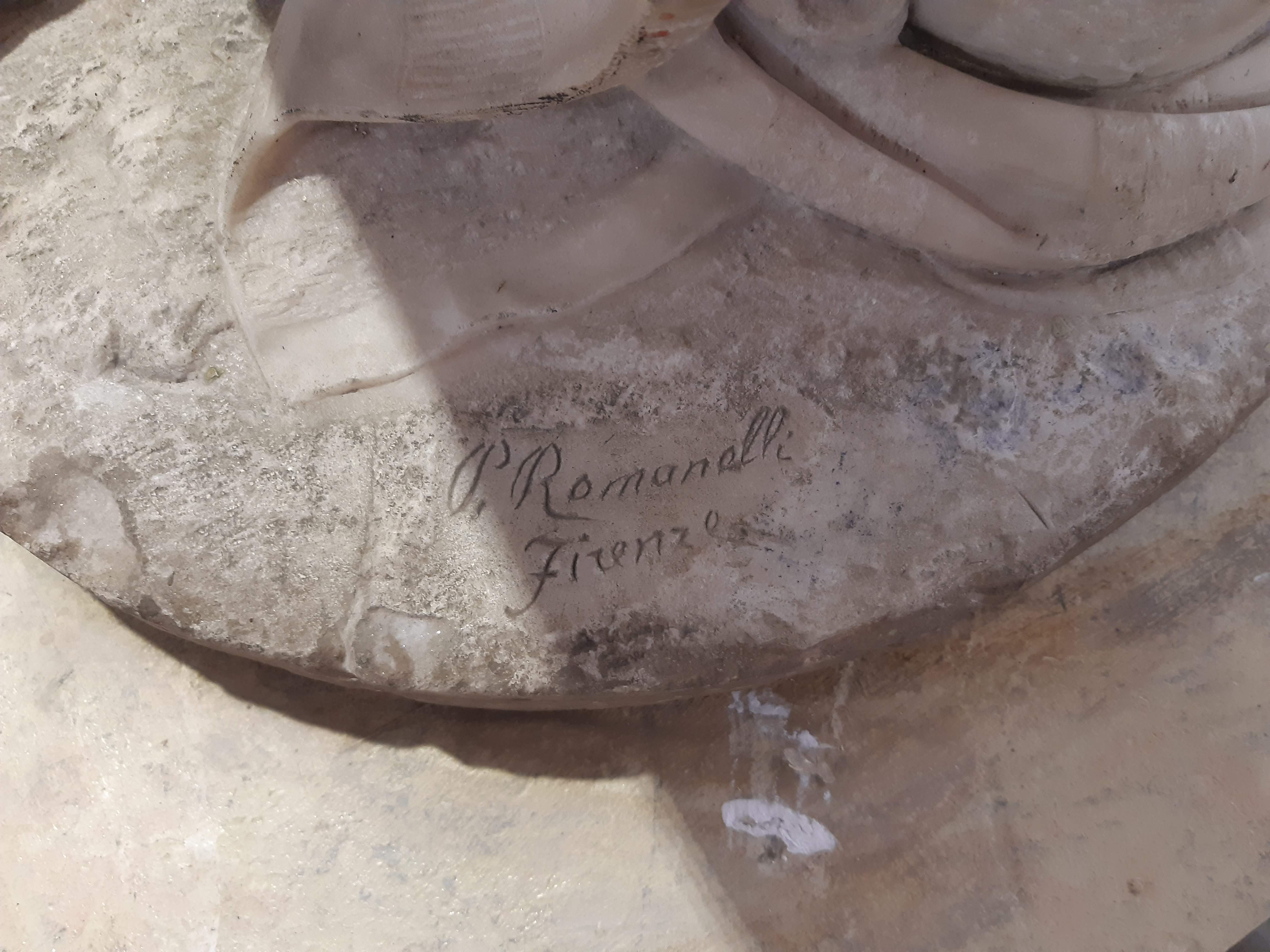
Подпись автора на постаменте
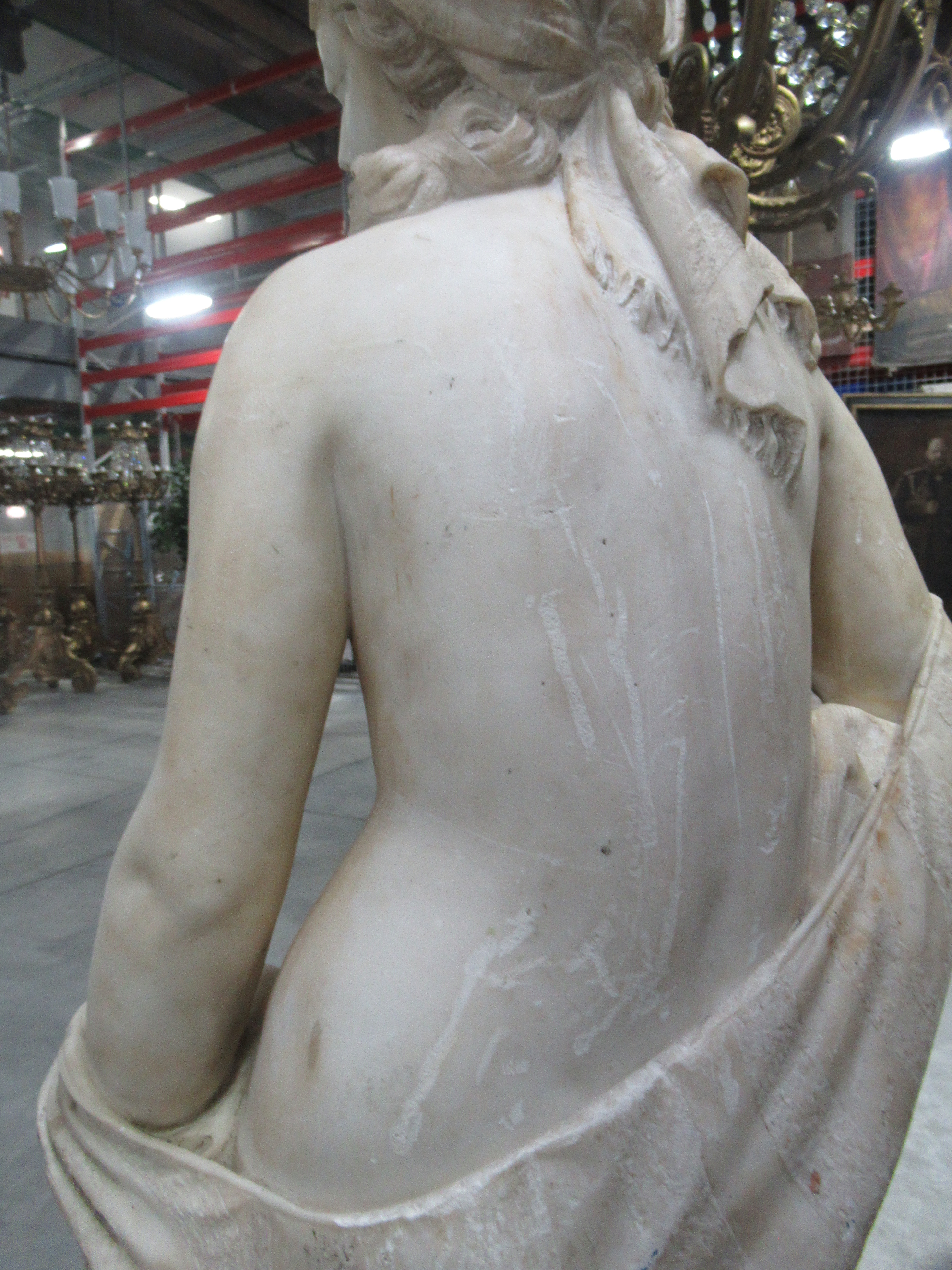
Повреждения на спине

### Имя
Изображённая девушка — вымышленная одалиска, мода на которых была распространена в XIX веке. Имя, напоминающее библейское Суламифь, является итальянским изобретением. Это вымышленный персонаж, происходящий из пасторальной пьесы «La Sulamitide boschereccia sagra di Neralco» (1732) Джузеппе Марии Эрколани. Она рассказывает о любви египетского царевича к красавице во времена царя Соломона. В 1753 году по пьесе одноимённую оперу написал Доменико Фискетти, где героиня с этим именем выведена уже как типовая одалиска.

Народное имя статуи связано с самой масштабной её киноролью — в фильме «Формула любви», где граф Калиостро по просьбе владельца поместья должен её оживить. В фильме по сценарию Григория Горина «Прасковья Тулупова» — имя простой крестьянки, мельничиховой дочки, однако в первоисточнике (книге А. Н. Толстого) это предыдущая хозяйка усадьбы: 
«Дом и парк были окончены постройкою лет пять тому назад, когда владелица Белого ключа, вдова и бригадирша, княгиня Прасковья Павловна Тулупова, внезапно скончалась в расцвете лет. Именье по наследству перешло к её троюродному братцу, Алексею Алексеевичу Федяшеву, служившему в то время в Петербурге».
Также встречается именование «Галатея», поскольку скульптура Галатеи по античному мифу ожила.

## Атрибуция
Долгое время авторство и возраст статуи, известной по кино, было загадкой, также не было известно её точное местонахождение (из-за московского аналога, см. ниже).
Первым её атрибутировал известный коллекционер Сергей Подстаницкий: «В 2017 году я в каталоге Sotheby’s встретил аналогичный подписной экземпляр скульптуры, позволивший точно назвать имя автора». В 2021 году издание The ArtNewspaper Russia провело расследование, во время которого разобралось в путанице между мосфильмовской статуей и её аналогом и опровергло слухи о её продаже в 1990-е из «Мосфильма» на сторону.

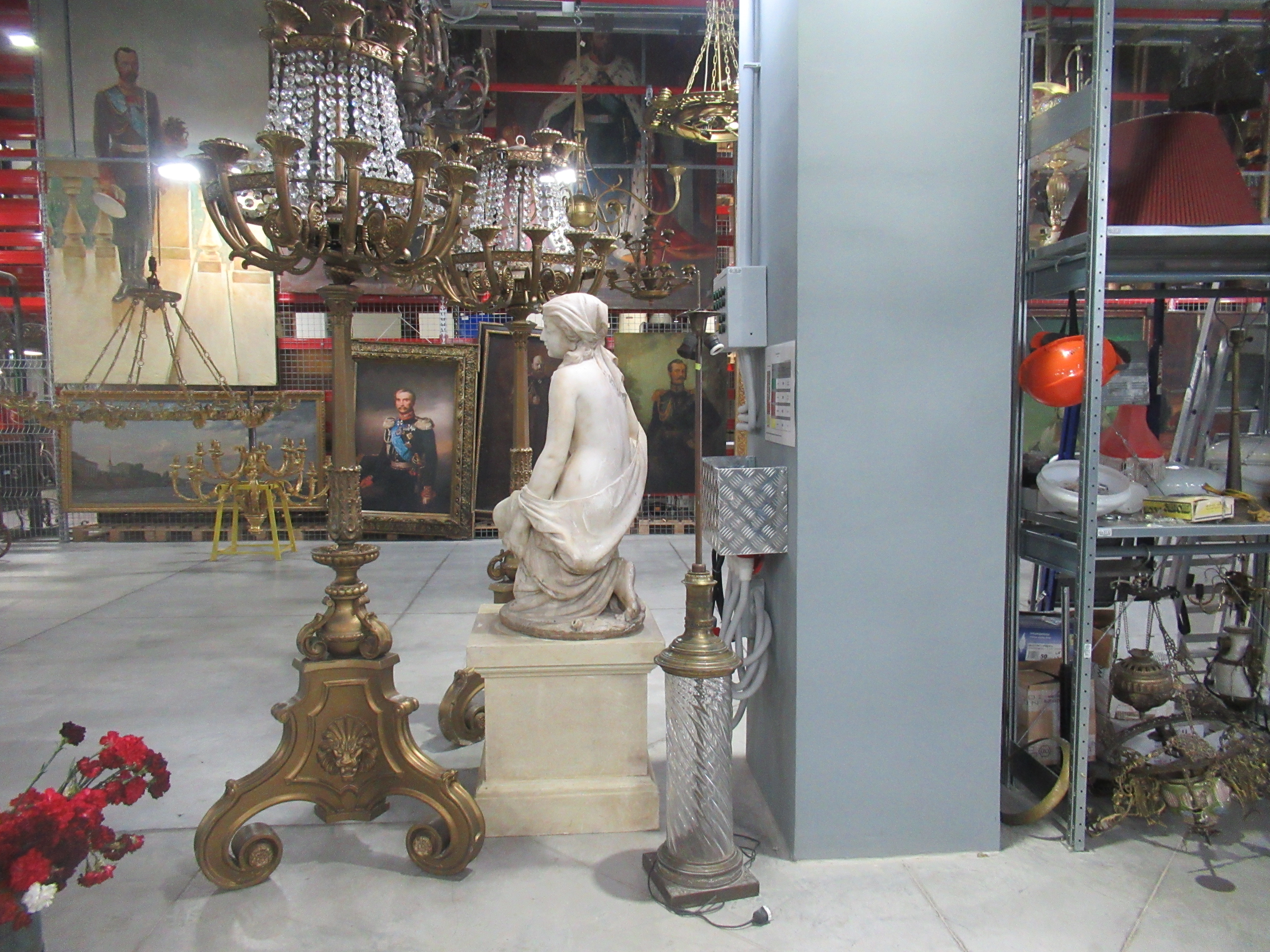
Статуя среди реквизита на «Мосфильме» (2021 год)

Хранитель фондов «Дома костюма и реквизита» киноконцерна «Мосфильм» Татьяна Степанова рассказала, что архивных документов о бытовании скульптуры на студии нет: «Мы предполагаем, что, возможно, она поступила к нам после 1947 года, вместе с группой других антикварных предметов (бронза, фарфор). Возможно, какие-то новые сведения будут нами обнаружены при дальнейшем изучении архива».
Среди работников кино бытует версия, что статуя — из трофейных предметов, однако это не имеет никаких подтверждений.
Станислав Садальский пишет, что наряду с крылатой лошадью эта скульптура была одним из двух любимых талисманов киностудии.
По словам Степановой, статуя стоит на почётном месте в хранилище реквизита и на съёмки выдаётся чрезвычайно редко, её стараются беречь. Сохранность статуи в настоящий момент не идеальная, она требует реставрации. В частности, утрачена часть серёжки, на спине заметны царапины.

### Аналоги
Тип «Одалиски» Романелли пользовалась большой популярностью у европейских покупателей 2-й половины XIX века. Мастерская Романелли неоднократно создавала её повторения (время создания первообраза и его местонахождение неизвестно), причём как в полноростовом варианте, так и в виде бюста. Они достаточно регулярно появляются на мировых аукционах. Некоторые из них имеют подпись Паскуале Романелли, другие его сына Рафаэлло, прочие — без подписи и даты.
Наиболее известный двойник скульптуры (до степени смешения) также находится в Москве, во дворе купеческой усадьбы Вандышниковой — Банза (XIX век) на улице Воронцово Поле. По мнению Подстаницкого, статуя находилась там изначально, как минимум (о чём свидетельствует фото), с 1920-х годов. Статуя отреставрирована в 2015 году. В наши дни официально «статуя сидящей полуобнажённой девушки входит в ансамбль и является предметом охраны городской усадьбы Е. Н. Вандышниковой — Э. М. Банза XVIII—XIX веков». Экскурсоводы и вслед за ними некоторые СМИ ошибочно рассказывают, что это и есть подлинная «киноактриса», которую в 1990-е выкупил с киностудии некий банкир и поставил здесь.
Известно, что Романелли и затем его сын, возглавивший мастерскую, имел контакты с Россией, возможно, с семьёй Вогау (к которой принадлежала владелица усадьбы Эмма Банза). Возможно, две одинаковые «Одалиски» были приобретены одним и тем же московским владельцем одновременно (данная версия тоже не имеет доказательств).
В числе появлявшихся на аукционах аналогов:
- данные об авторстве не указаны, на Sotheby’s (1996), за 45 тысяч фунтов
- как работа Рафаэлло Романелли, без подписи на Sotheby’s (2006), эстимейт не указан[12]
- как работа Паскуале Романелли, с подписью «P. Romanelli (1871)» на Sotheby’s (2017)[2]
- как работа Паскуале Романелли, с подписью «P. Romanelli Fecit Firenze 1873» на  Skinner[англ.] за 46 тысяч фунтов[13]
- как работа Паскуале Романелли, с подписью «P. Romanelli (Vérone)», без даты, на Christie’s (2020) за 20 тысяч фунтов[14]
- бюст, с подписью «Prof. P. Romanelli, Gallerie Romanelli Flli, Florence», на  Heritage auctions[англ.] (2020), за 5 тысяч фунтов[15]

## Фильмография
- «Бег» (1970) — в покинутом дворце главнокомандующего после отступления белых из Крыма
- «Служебный роман» (1977) — на рабочем месте товарища Бубликова
- «Вечерний лабиринт» (1980) — в коридоре 4-го этажа гостиницы «Золотая нива»
- «Старый Новый год» (1980) — у бассейна в бане
- «Васса» (1983) — в приёмной Вассы Железновой
- «Формула любви» (1984)
- «Казус Импровизус» (1991)
- «Анна Каренина. История Вронского» (2017) — украшение лестницы
- «Хитровка. Знак четырёх» (2023)